# Cerca del mar
Cerca del mar (título original en tahitiano Fatata te Miti) es un cuadro de Paul Gauguin hecho en 1892 durante su primera estancia en Tahití. Se conserva en la National Gallery of Art de Washington. Se conoce por la referencia núm. 463 del catálogo de Wildenstein.
En la esquina derecha inferior tiene la inscripción «P Gauguin 1992» y en la izquierda «Fatata te Miti». La traducción literal del título en tahitiano es "El mar está cerca", pero la propia traducción de Gauguin en el catálogo de la exposición en la Galería Durand-Ruel es Près de la mer (Cerca del mar), versión que se ha conservado como mejor interpretación.

## Descripción
En primer plano se muestra la arena rosada con algunas hojas. Un árbol cruza el cuadro ocupando la parte izquierda. De las ramas salen unas flores blancas. Tras el árbol una mujer tahitiana se saca su pareo para reunirse con otra mujer que ya se está sumergiendo en el mar para nadar. A la derecha rompen las olas y al fondo un hombre está pescando.
Los colores intensos y tropicales transmiten la sensualidad de una escena tranquila de los Mares del Sur. El color dorado de las mujeres destaca sobre el mar oscuro.

## Composición

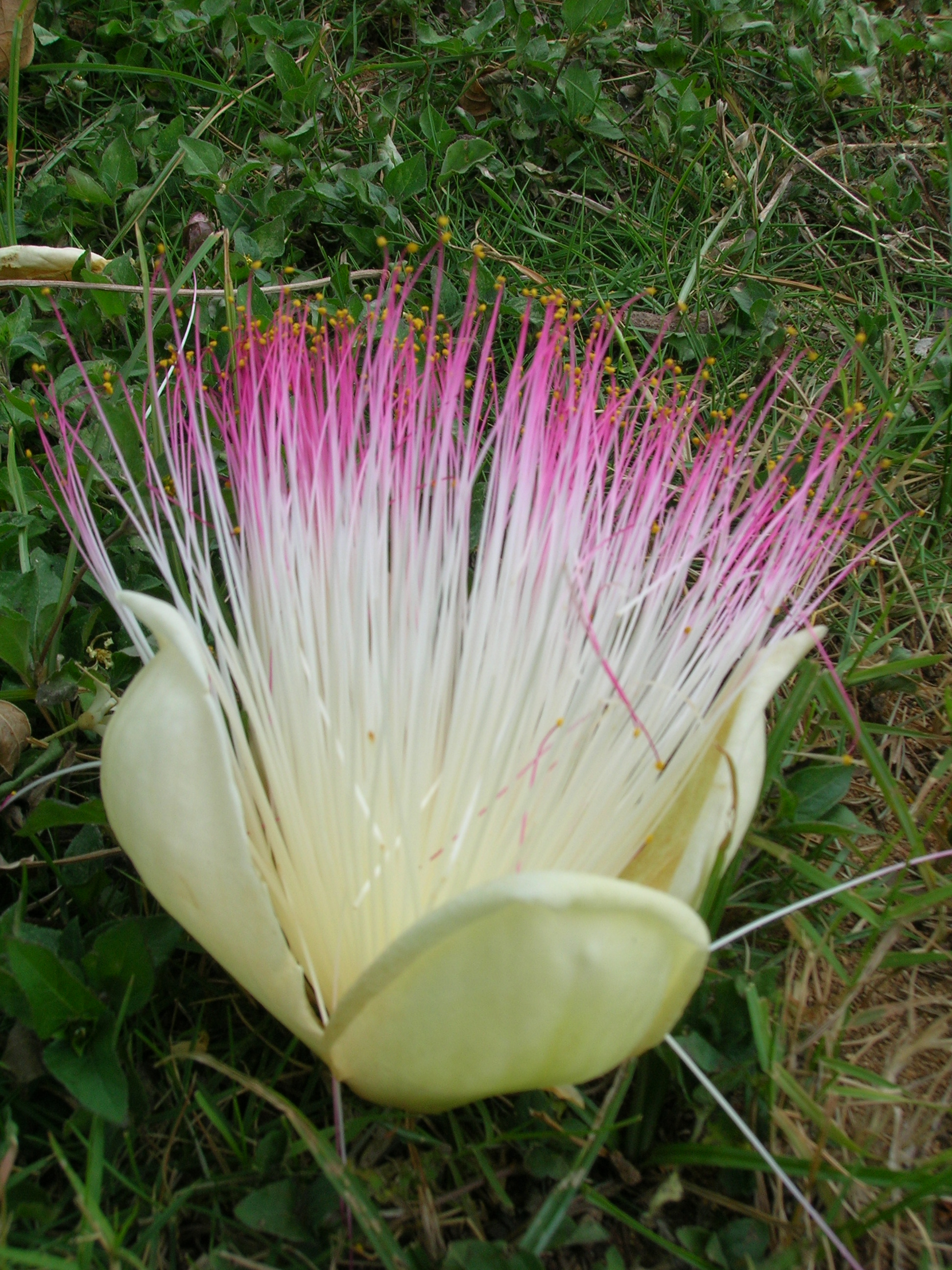
Flor de Barringtonia asiática.

El árbol que cruza el cuadro recuerda las estampas japonesas. Es un recurso que Gauguin ya utilizó en La visión tras el sermón. El árbol es un hutu ( Barringtonia asiática). Aunque es una escena de playa aparentemente carente de simbolismo, las flores blancas del hutu se superponen al pescador del fondo. Es una flor de largos filamentos de estambres blancos con las puntas de color rosa. A pesar de que Gauguin las ha pintado en una escena de día, las flores se abren durante la noche y los estambres caen por la mañana. El árbol tiene una sustancia venenosa y las semillas eran usadas para pescar por intoxicación.
La obra utiliza el recurso de la sinestesia, una fusión de la pintura con la música, la danza o el teatro, para activar los sentidos equiparando las formas y los colores con el ritmo del sonido o el movimiento. Las figuras quedan absorbidas por la riqueza ornamental de formas y colores en una fusión del hombre con la naturaleza. Los gestos refuerzan la unión o la entrega a la naturaleza. Mientras la chica de enfrente está desvistiéndose mostrando su cuerpo al mar, la de atrás está inclinada con los brazos alzados en una actitud reverente.

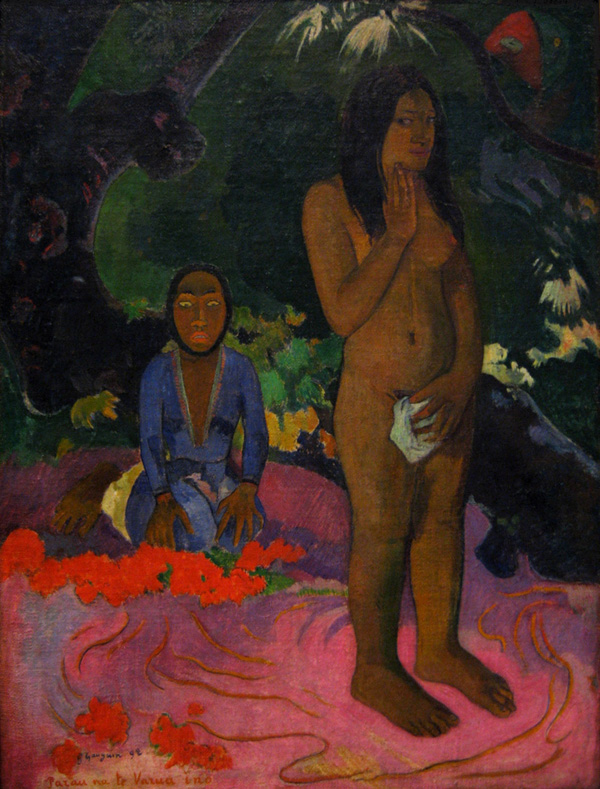
Parau na te Varua ino (1892).

La composición tiene algunas similitudes con Parau na te Varua ino(1892), con los mismos colores vivos, la arena rosa, las flores blancas fosforescentes del hutu y el mismo árbol de la izquierda con una forma inusual. Las similitudes son una muestra de la forma de trabajar de Gauguin con bocetos preliminares que luego usaba en diferentes obras.
El cuadro fue expuesto en la Galería Durand-Ruel de París, en 1895, y comprado por el marchante Ambroise Vollard. Tras ser vendido a un coleccionista de Nueva York, en 1963 fue legado a la Galería Nacional de Arte (Washington).